# Арчи Шеп
Арчи Шеп (на английски: Archie Shepp) е изтъкнат афроамерикански джаз музикант – саксофонист, пианист и композитор.
Известен е със страстната си афроцентристка музика от края на 1960-те години, която обръща внимание на несправедливостта, с която се сблъскват американците от африкански произход. Работи с Ню Йорк Кънтемпоръри Файв, Хорас Парлан и със съвременниците си от Ню Тинг, главно Сесил Тейлър и Джон Колтрейн.

## Албуми
- Looking At Bird (1980)